# Casayo
Casayo (llamada oficialmente Santa María de Casaio) es una parroquia y una aldea española del municipio de Carballeda de Valdeorras, en la provincia de Orense, Galicia.

## Toponimia
La parroquia también es conocida por el nombre de Santa María de Casayo.

## Geografía
Se sitúa en el este del municipio de Carballeda de Valdeorras y en el año 2017 tenía una población empadronada de 346 habitantes. 
La aldea está compuesta por cuatro barrios: Caseisuso, Romiña, Somoza y Cadanaia. La parroquia está ubicada a casi 1200 metros de altura, en las montañas de Lardeira, cuyas cumbres hacen de límite con la comarca leonesa de Cabrera. Su clima es de tipo oceánico de montaña.

## Historia
Con bastante probabilidad, la parroquia se corresponde con la nombrada en el parroquial suevo (siglo VI) como Cassavio, de la sede auriense. En ella se habría acuñado moneda en la época del rey visigodo Suintila (621-631). 
También se documenta en el siglo XI. Durante la Edad Media, Casayo, formaba parte de la herencia de Ribera, que correspondía a la cuenca del río Casayo, que formaba parte de la propiedad de Valdeorras.
Desde el siglo XV, Casayo, junto con la parroquia vecina de Lardeira, forma parte de la jurisdicción de Cabrera, ejercida por el marquesado de Villafranca, con una casa noble en Villafranca del Bierzo. A principios del siglo XVI (1509), los habitantes de Casayo y Lardeira, hicieron un acuerdo de arrendamiento con las Marqués de Villafranca, por el cual pagarían una compensación anual por el derecho de explorar las montañas incluidas en las bellas parroquias. En el Diccionario geográfico-estadístico de España y Portugal (1826) se inidca que tenía 740 habitantes y pertenecía a la provincia de León. Después de la división territorial de España en 1833, la parroquia pasó a formar parte del municipio de Carballeda de Valdeorras y de la provincia de Orense.
La situación en la montaña, que era relativamente aislante durante el Antiguo Régimen, dada la predominancia de una economía de subsistencia, se convirtió en un recordatorio de la Revolución Industrial, porque Casayo y, en general, toda la cuenca del río Caso, está distante del río Sil, que es donde pasa el ferrocarril , y la carretera N-536. Sin embargo, el acceso a Casayo y al resto de la cuenca aludida, ellos sólo tenían caminos de animales, o caminos simples, como el único medio de comunicación.
A finales del siglo XIX, comenzó la explotación de las minas de Valborraz, con estudios geológicos. A principios del siglo XX, las Minas de Belgrano de Wolfram de Balborraz compraron los derechos de explotación, heredados del foro firmado en el siglo XVI, e iniciaron la explotación industrial del sitio, que fue activo hasta 1928. En 1938, la hacienda fue transferida a la hacienda agentes de la Alemania nazi, a través de un consorcio hispano-alemán, para obtener el tungsteno. En noviembre de 1942, como parte de la Segunda Guerra Mundial, comenzaron a llegar de las cárceles de Celanova, Santa Isabel (Santiago de Compostela) y las represalias de los prisioneros de Orense por el Franquismo como parte de la fuerza de trabajo, hasta 463 de todo el Estado para el que recibieron una pluma de cartón de rescate. La explotación cerró el 1 de julio de 1944, después de la Batalla de Normandía, pero permaneció activa entre 1952 y 1963, aunque con menor carga de trabajo.
En 1938, con la llegada de los alemanes a la explotación, se abrió una franja para que ellos pudieran acceder a camiones y máquinas, lo que significó la ruptura del aislamiento para Casayo y otras localidades en la margen derecha del río Casayo, como Villadequinta, Portela y El Trigal. Este canal de comunicación (actual carretera OU-122) supuso el primer contacto de la población nativa con los métodos del trabajo capitalistas.
El foro del siglo XVI se convirtió en un obstáculo a mediados del siglo XX, porque cuando los árboles de pizarra fueron descubiertos en tales montañas, la marquise reivindicó sus derechos. Después de años de procesos judiciales, la comunidad de residentes pagó una alta indemnización al Marquesado de Villafranca, lo que les permitió explotarlos en cooperativas o pequeñas empresas, aunque en esa época otras empresas ya habían alquilado canteras. A partir de estos momentos, la Casayo convirtió, pero por poco tiempo en uno de los centros más dinámicos faros de Valdeorras, dada la proximidad de muchas de las canteras, incluso una gran colonia de origen portugués - la mayoría de Trás-os-Montes - sería como trabajadores inmigrantes, por lo que se dijo que en Casayo tenía más portuguesa que a sus propios vecinos. Sin embargo, esta época duró sólo algunos años; Por un lado, la carretera hacia Casayo fue, y es, muy estrecha para la circulación creciente de camiones y otros vehículos y el suelo industrial era necesario, con todas sus provisiones, para un proceso de cobranza que aumentó su mecanizado, lo que hizo que las empresas prefirieron otros lugares para acomodar sus fábricas; Por otro lado, Casayo no tenía servicios básicos para una población creciente: falta de farmacias, médicos, centros de ocio, escuelas secundarias, etc. Como resultado, gran parte de la población se trasladó a Sobradelo (15 km), El Barco de Valdeorras (19 km) u otros lugares.
Un segundo paso en la modernización de la parroquia fue el intento de explotación del turismo de montaña, centrado en el macizo de Peña Trevinca, especialmente en el alpinismo y en el esquí. El conductor de esas actividades fue el médico del barco, Gonzalo Gurriarán, que fue capaz de crear el Club Peña Trevinca, con sede en El Barco, durante los años 40, y la construcción de un refugio de montaña en el lugar del puerto de Fonte da Cova, a más de 1800 m. altura Posteriormente, un hotel fue erigido en el mismo lugar, que sería abandonado. Sin embargo, estos intentos no lograron una dinámica suficientemente industrial, aunque el refugio y el club permanecen, debido a muchos buenos sorteos, ambos iniciando deportes de montaña: esquí, alpinismo, caminatas, etc.

## Organización territorial
La parroquia está formada por una entidad de población:
- Casaio

## Demografía
Gráfica demográfica de la aldea y parroquia de Casayo según el INE español:
| Gráfica de evolución demográfica de Casayo entre 2000 y 2022 |
|                                                              |
| Datos según el nomenclátor publicado por el INE.             |

## Arte
En la iglesia de Santa María de Casayo se destaca su retablo manierista, del siglo XVI, trazado por Gaspar Becerra y esculpido por su discípulo Pedro de Bilbão. Estos artistas tuvieron durante el tiempo su centro de actividad en Astorga, sede del obispado en que todos los Valdeorras están incluidos.
En las montañas de Casayo, en una zona de fácil acceso, hay el eremitorio (con un retablo del siglo XIV) de San Xil, dedicado a ese santo, que, según la documentación a este respecto, aunque de una vida un tanto sombría, fue ermita en esta área. Por el momento, son los únicos valdeorres sagrados reconocidos oficialmente.
En la villa de Romiña hay otra capilla.